# A Bigger Splash (Gemälde)
 A Bigger Splash ist das letzte und größte einer Reihe von drei Poolbildern David Hockneys, auf denen keine Menschen dargestellt sind. Das Bild befindet sich seit 1981 in der Londoner Tate Gallery. Es gilt als „Ikone“ der Pop Art und der Genuss-Gesellschaft.

## Geschichte
Hockney war ein Jahr nach Abschluss seines Studiums am Royal College of Art in London für einen längeren Aufenthalt nach Kalifornien übergesiedelt. Zwischen 1964 und 1971 malte er mehrere Bilder mit Swimmingpools, wobei es ihm besonders darum ging, die ständig wechselnden Lichtreflexe auf der bewegten Wasseroberfläche einzufangen. Das erste Bild mit einem Swimmingpool Picture of a Hollywood Swimming Pool entstand 1964.
The Splash, gemalt 1966, wurde 2002 bei Sotheby’s für 5,35 Millionen US-Dollar an einen unbekannten Bieter versteigert und befindet sich seitdem in Privatbesitz.
A little Splash (1966) befindet sich ebenfalls in Privatbesitz.
A Bigger Splash, das dritte und letzte dieser Serie, hat Hockney zwischen April und Juni 1967 gemalt, als er einen Lehrauftrag in Berkeley hatte. Das Bild wurde 1981 von der Tate über die Knoedler Gallery aus dem Besitz des Marquis of Dufferin and Ave erworben.
Zitat

„In erster Linie schätze ich die Vorstellung, zu malen wie Leonardo, all seine Studien über Wasser, strudelnde Dinge. Und mir gefiel die Idee diese Dinge zu malen, die zwei Sekunden lang dauern: ich brauchte zwei Wochen dieses Ereignis zu malen, das zwei Sekunden lang andauerte.“

## Beschreibung
Dargestellt wird der Platscher, den ein Schwimmer beim Sprung ins Wasser verursacht, der Schwimmer selbst bleibt unsichtbar. Es ist ein warmer, sonniger Tag, der Himmel ist wolkenlos blau, die Sonne steht im Zenit – der Klappstuhl vor dem Poolhaus wirft kaum einen Schatten. Die Oberfläche des Pools, über dem sich die weißen Wasserspritzer ausbreiten, ist glatt und makellos blau.
In den Fenstern des Poolhauses, die fast zwei Drittel der Front einnehmen, spiegeln sich in diffusem Grau Häuser und Palmen. Zwei sehr schlanke Palmen ragen hinter dem Haus auf.
In dem fast quadratischen großformatigen Bild dominieren die horizontalen und orthogonalen Linien, selbst das Gras an der Mauer wächst ordentlich gerade, in einer Linie.
Hockney benutzte außer einem Pinsel auch eine Rolle, um eine größtmögliche Flächigkeit der Farbfelder zu erreichen. Nicht die gesamte Fläche des Bildes ist mit Farbe bedeckt: ein schmaler Streifen Leinwand bleibt an der Grenze zwischen Wasser und Land frei und hat inzwischen durch die Einwirkung von Licht eine bräunliche Farbe angenommen.
Didier Ottinger schreibt in seinem Beitrag im Bonner Katalog von 2001: „A Bigger Splash ist eine perfekte Werbung für Kalifornien, ein Konzentrat seiner Symbole kalifornischen Lebensstils, seiner dekorativen Klischees: ein absolut klarer Himmel, moderne, großzügig offen gebaute Flachdachbungalows, Palmen mit Wipfeln in luftiger Höhe und selbstverständlich immer wieder Swimmingpools.“

## Rezeption
Das Bild ist der Titelgeber für Luca Guadagninos Film A Bigger Splash aus dem Jahr 2015. Guadagnino berichtet in einem Interview, er habe in der Londoner Tate eine Szene gedreht, die sich vor Hockneys Bild abspielt. „Es ist eine großartige Szene, aber wir haben sie schließlich aus meinem Film geschnitten.“
A Bigger Splash habe Guadagnino beim Drehen praktisch ununterbrochen vor Augen gestanden, zitiert die Die Welt den Regisseur des Films. „Das Motiv des Swimmingpools, die Farbpalette des Films – das Bild ist überall“, sagt Guadagnino in einem Interview mit Anne Waak.
2016 stellte der französische Künstler Zevs (= Aguirre Schwarz, * 1977) in der Londoner Lazarides Gallery eine Reihe von Bildern unter dem Titel The Big Oil Splash aus, die Hockneys Bild parodieren. Format, Bildgegenstand, Komposition sind weitgehend beibehalten, während die Farbe des Wassers, vom Haus und von anderen Gegenständen variieren kann. Auf die Wand des Poolhauses jeweils hat jemand das Logo eines Ölkonzerns mit schwarzer Farbe aufgesprüht: EXXON, Esso, Chevron, Shell, Total. Die Farbe läuft in dünnen Rinnsalen die Wand hinunter bis über den Rand des Pools und dort ins Wasser, wo sie eine dichte, schmutzigblaue Wolke erzeugt, die in scharfem Kontrast zu dem reinen Gelb des Sprungbretts stehen kann.
Hans Traxler parodiert das Bild in seinem Comic „Hockney“.
1973 drehte Jack Hazan einen Dokumentarfilm über David Hockney mit dem Titel A Bigger Splash, für den er 1974 in Locarno mit dem Silbernen Leopard ausgezeichnet wurde.